# Jordi Fibla

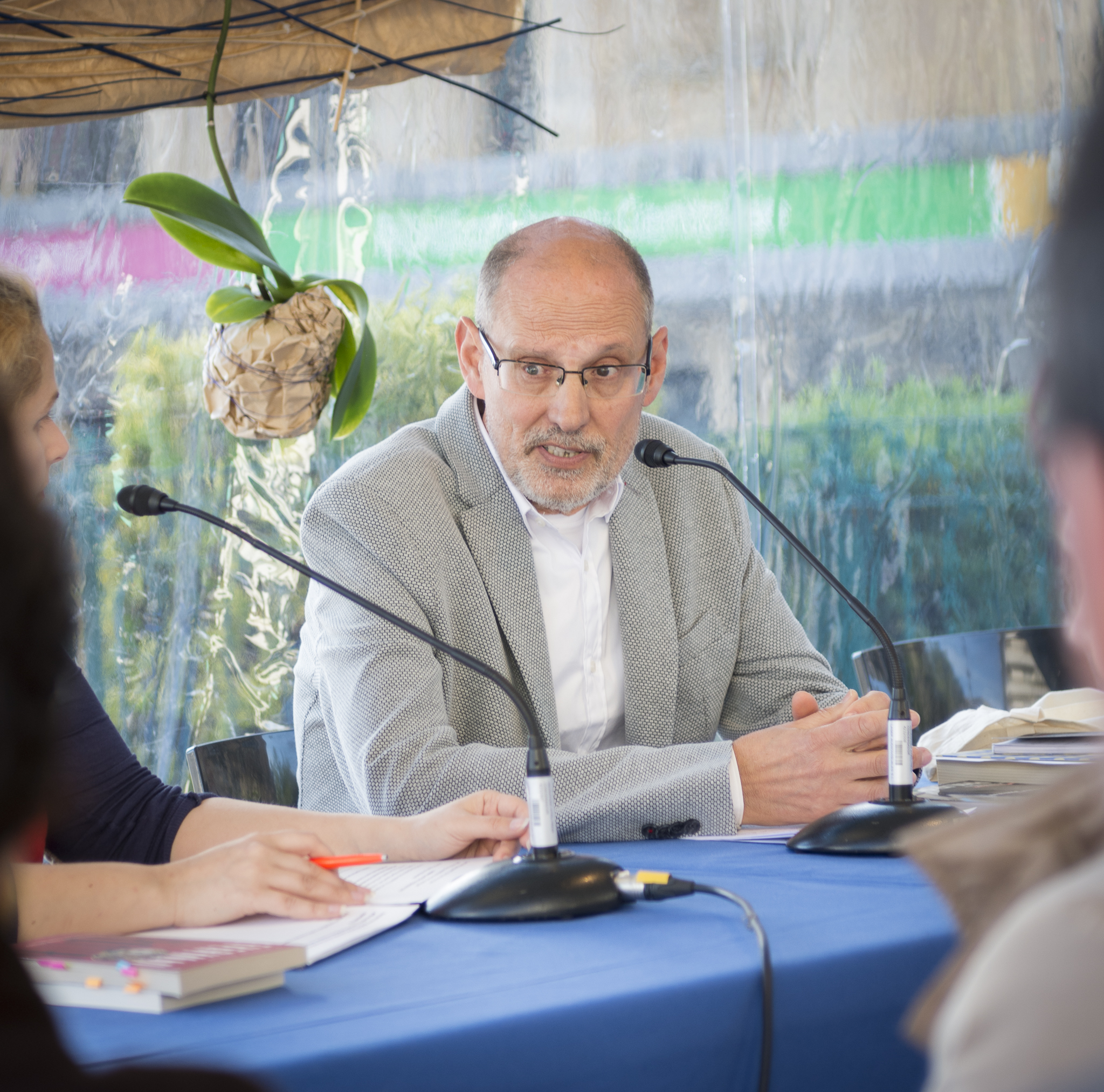
Jordi Fibla, en Literaktum 2016.

Jordi Fibla Feito (Barcelona, 1946) es un traductor español, galardonado en 2015 con el Premio Nacional a la Obra de un Traductor por el Ministerio de Cultura de España.

## Biografía
Tras cursar los estudios de Filosofía y Letras —Historia Moderna y Filología inglesa—, trabajó como corrector de estilo en dos editoriales. En 1978, dirigió sus pasos definitivamente hacia la traducción al español de textos literarios en inglés, en especial narrativa y ensayo, aunque versionando también autores del francés como Edgar Morin, Patrick Rambaud o Jacques Attali. Ya a principios del siglo XXI, se especializó en la traducción de obras japonesas a partir de su versión inglesa, con títulos de Yukio Mishima o Murasaki Shikibu, entre otros. Con más de trescientas obras traducidas, destacan las de autores clásicos como Vladimir Nabokov, John Kennedy Toole, Rudyard Kipling o D. H. Lawrence; los premios Nobel sudafricanos Nadine Gordimer y J.M. Coetzee, así como el novelista australiano David Malouf. También ha traducido diecinueve obras del estadounidense Philip Roth, al que considera su favorito. En 2015 se le concedió el Premio Nacional a la Obra de un Traductor por «su larga trayectoria [...] profesional, su versatilidad y la calidad de su obra», en palabras del jurado.